# Kananga (Leyte)
Pour les articles homonymes, voir Kananga (homonymie).
Kananga  (en cebuano Lungsod sa Kananga ; en tagalog : Bayan ng Kananga) est une municipalité de la province de Leyte, située dans la région des Visayas orientales, sur l'île de Leyte, aux Philippines.
Lors du recensement de 2020, sa population s'élève à 59 696 habitants.

## Géographie
Kananga est située au nord-ouest de l'île de Leyte.
D'une superficie totale de 114,20 kilomètres carrés, Capoocan est divisée administrativement en 23 barangays : 
- Aguiting
- Cacao
- Kawayan
- Hiluctogan
- Libertad
- Libongao
- Lim-ao
- Lonoy
- Mahawan
- Masarayao
- Monte Alegre
- Monte Bello
- Naghalin
- Natubgan
- Poblacion
- Rizal
- San Ignacio
- San Isidro
- Santo Domingo
- Santo Niño
- Tagaytay
- Tongonan
- Tugbong

| Capoocan | Leyte   |                   |
|          | Kananga | Villaba, Matag-ob |
|          | Ormoc   |                   |

## Histoire
La municipalité de Kannanga est créée en 1950 par la réunion de plusieurs barrios (Lonoy, Kananga, Rizal, Tugbong, Montebello, Aguiting, Agayayan, Montealegre, Libungao, Naghalin, and Masarayao) qui faisaient jusque-là partie de la municipalité d'Ormoc.
| 1960  | 1970  | 1975  | 1980  | 1990  | 1995  | 2000  | 2007  | 2010  | 2015  | 2020  |
| ----- | ----- | ----- | ----- | ----- | ----- | ----- | ----- | ----- | ----- | ----- |
| 18318 | 22218 | 24897 | 28426 | 36288 | 39795 | 42866 | 46373 | 48027 | 56575 | 59696 |